# Galapian
Galapian é uma comuna francesa na região administrativa da Nova Aquitânia, no departamento Lot-et-Garonne. Estende-se por uma área de 9,2 km². Em 2010 a comuna tinha 316 habitantes (densidade: 34,3 hab./km²).